# Hansa 2000
Der Hansa 2000 ist ein Fahrzeug der oberen Mittelklasse von Carl F. W. Borgward, der seit September 1937 Alleininhaber der Automobilfabrik in Bremen-Sebaldsbrück war. Später wurde der Wagen in Borgward 2000 umbenannt und kurz darauf durch den Borgward 2300 ersetzt.

## Geschichte
Der Prototyp wurde im Februar 1937 vorgestellt, die Serienfertigung begann noch im selben Jahr, nach anderen Quellen erst 1938.
Ab Anfang Oktober 1939 wurde eine Version mit 2,3-Liter-Motor angeboten, die das 2,0-Liter-Modell ersetzte. Dies war das einzige Pkw-Modell, das Borgward zu dieser Zeit noch fertigen durfte, da der Schell-Plan dem Unternehmen nur noch die Fertigung eines schweren Pkw-Typs mit einem Hubraum zwischen 2,0 und 3,0 Liter gestattete. 1942 wurde die Fertigung kriegsbedingt ersatzlos eingestellt.

## Motor, Getriebe und Fahrwerk
Der Sechszylinder-Reihenmotor des Hansa 2000/Borgward 2000 leistete 48 PS (35 kW) bei 3800/min und einer Verdichtung von 6 : 1. Mit einer Bohrung von 70 mm und einem Hub von 85 mm betrug der Hubraum 1962 cm³. Der Motor hatte hängende Ventile,  die von einer seitlichen, mit Stirnrädern angetriebenen Nockenwelle über Stoßstangen und Kipphebel (OHV-Ventilsteuerung) betätigt wurden, sowie einen Einfachvergaser des Typs Solex 30 BFRH.
Ab 1939 hatte der Motor des Borgward 2300 einen Hubraum von 2247 cm³ (Bohrung × Hub = 72 mm × 92 mm) und leistete 55 PS (40 kW) bei ebenfalls 3800/min. Verdichtung und Vergaser blieben unverändert.
Die Höchstgeschwindigkeit aller Karosserievarianten des Hansa 2000/Borgward 2000 lag bei 115 km/h, der Borgward 2300 war bis zu 120 km/h schnell.
Alle Wagen hatten ein Vierganggetriebe mit Mittelschalthebel, auch Knüppelschaltung genannt. Die Gänge zwei bis vier waren synchronisiert. Angetrieben wurden die Hinterräder.
Die Karosserie war auf einem vorn und hinten gegabelten „Zentralrahmen“, einem Kastenrahmen mit eng zusammenstehenden Längsträgerrohren, mit Querträger aufgebaut. Die Vorderräder waren einzeln an zwei Querblattfedern aufgehängt, die hintere Pendelschwingachse hatte nur eine quer liegende Blattfeder. An allen 4 Rädern gab es hydraulisch betätigte Trommelbremsen; die Handbremse wirkte auf die Hinterräder. Die Wagen hatten Zentralschmierung.
Die Wagen beschleunigten in 32 Sekunden von 0 auf 100 km/h. Ihr Benzinverbrauch lag bei 12,5 Liter auf 100 km.

## Karosserien
Alle drei Typen waren als viertürige Limousinen oder viertürige Cabriolimousinen erhältlich, deren Türen jeweils an den B-Säulen angeschlagen waren – also die vorderen hinten und die hinteren vorne. Das zweitürige Cabriolet hatte zwei hinten angeschlagene Türen. Die Stromlinienkarosserien hatten einen nach hinten gebogenen Kühlergrill zwischen den raketenförmig ausgebildeten Scheinwerfern. Die Kotflügel waren schwungvoll nach hinten gezogen; die vorderen endeten an den A-Säulen, die hinteren in einem flach zulaufenden Heck.

## Galeriebilder

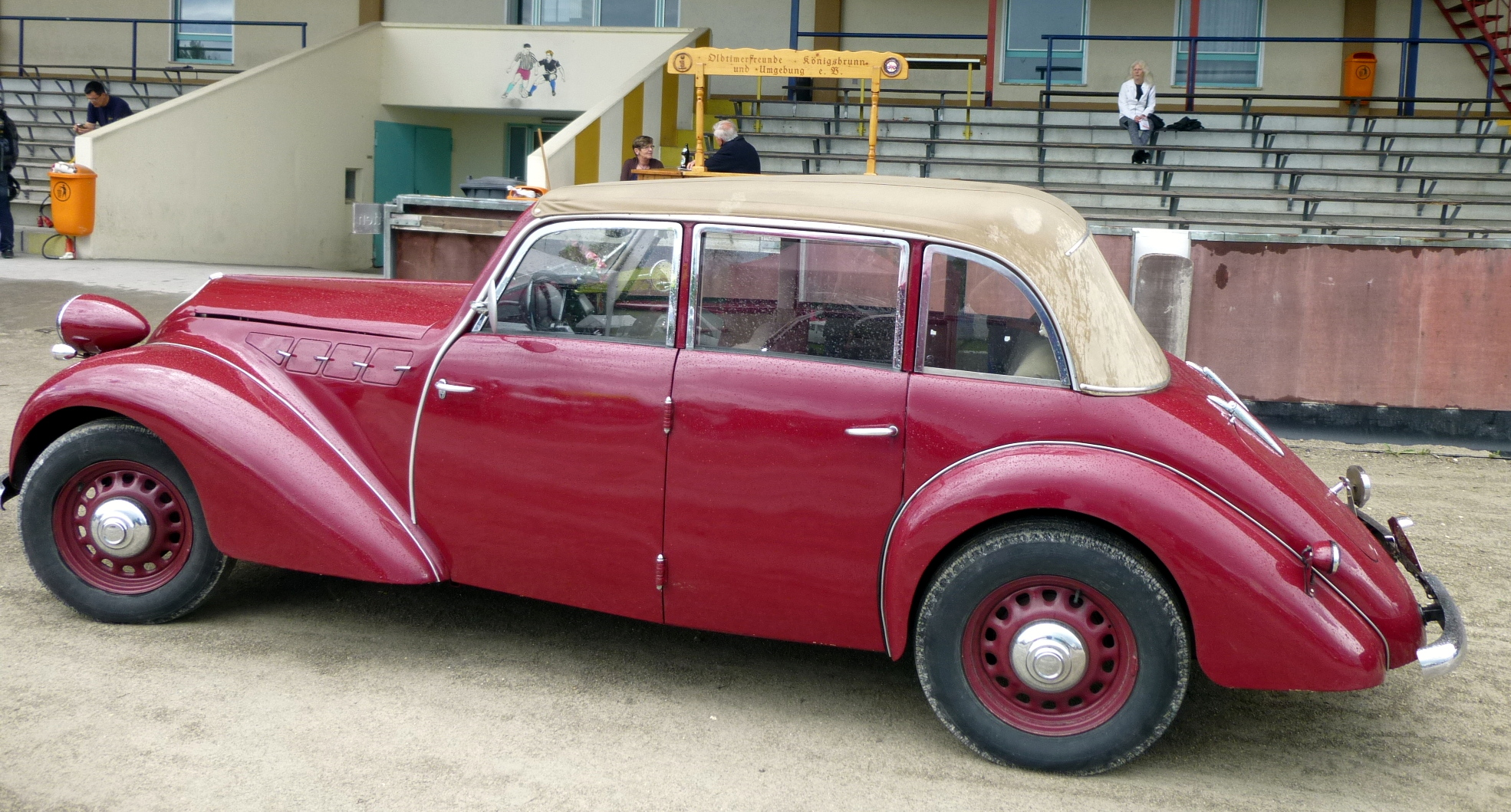
Hansa 2000 Cabriolimousine
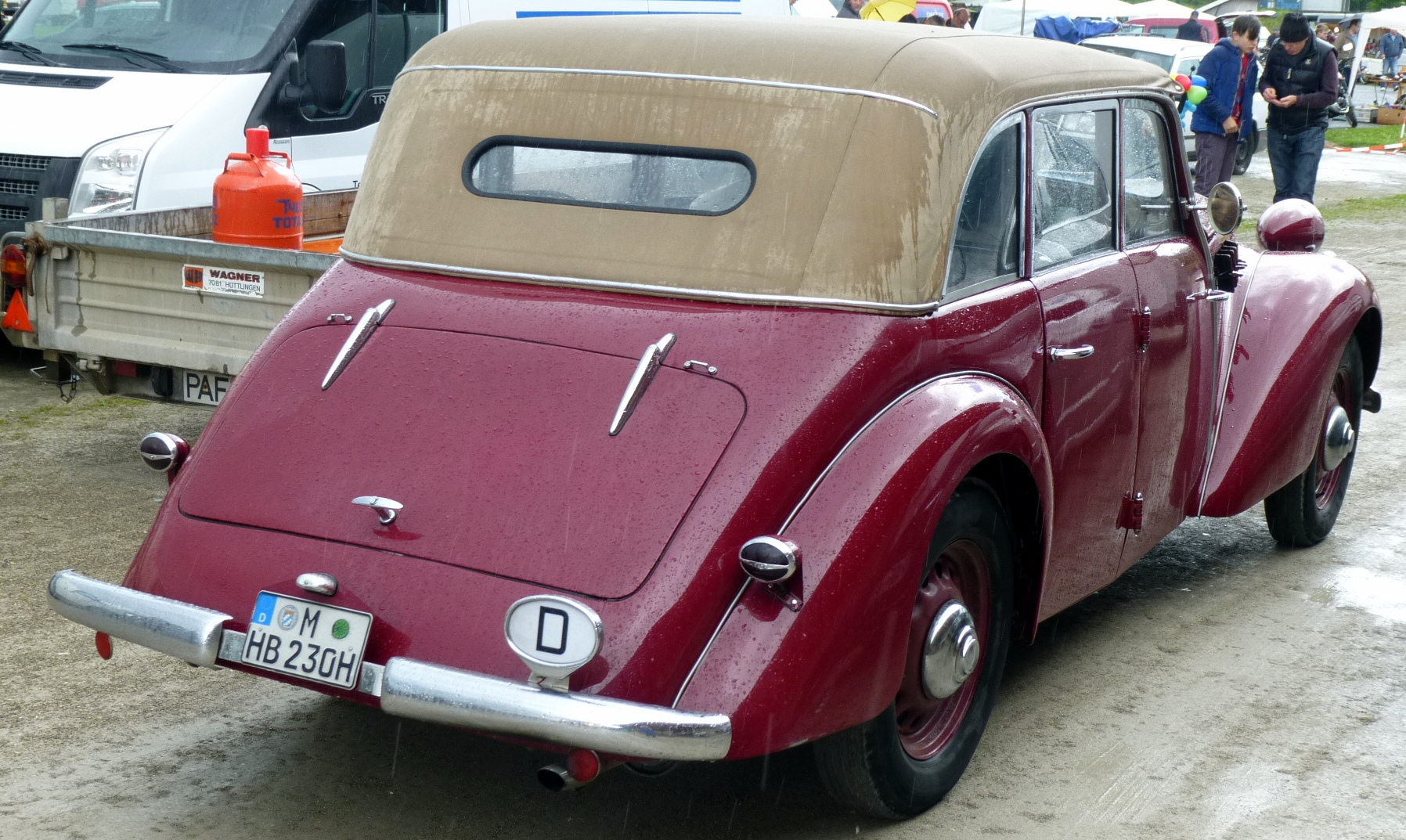
Hansa 2000 Cabriolimousine
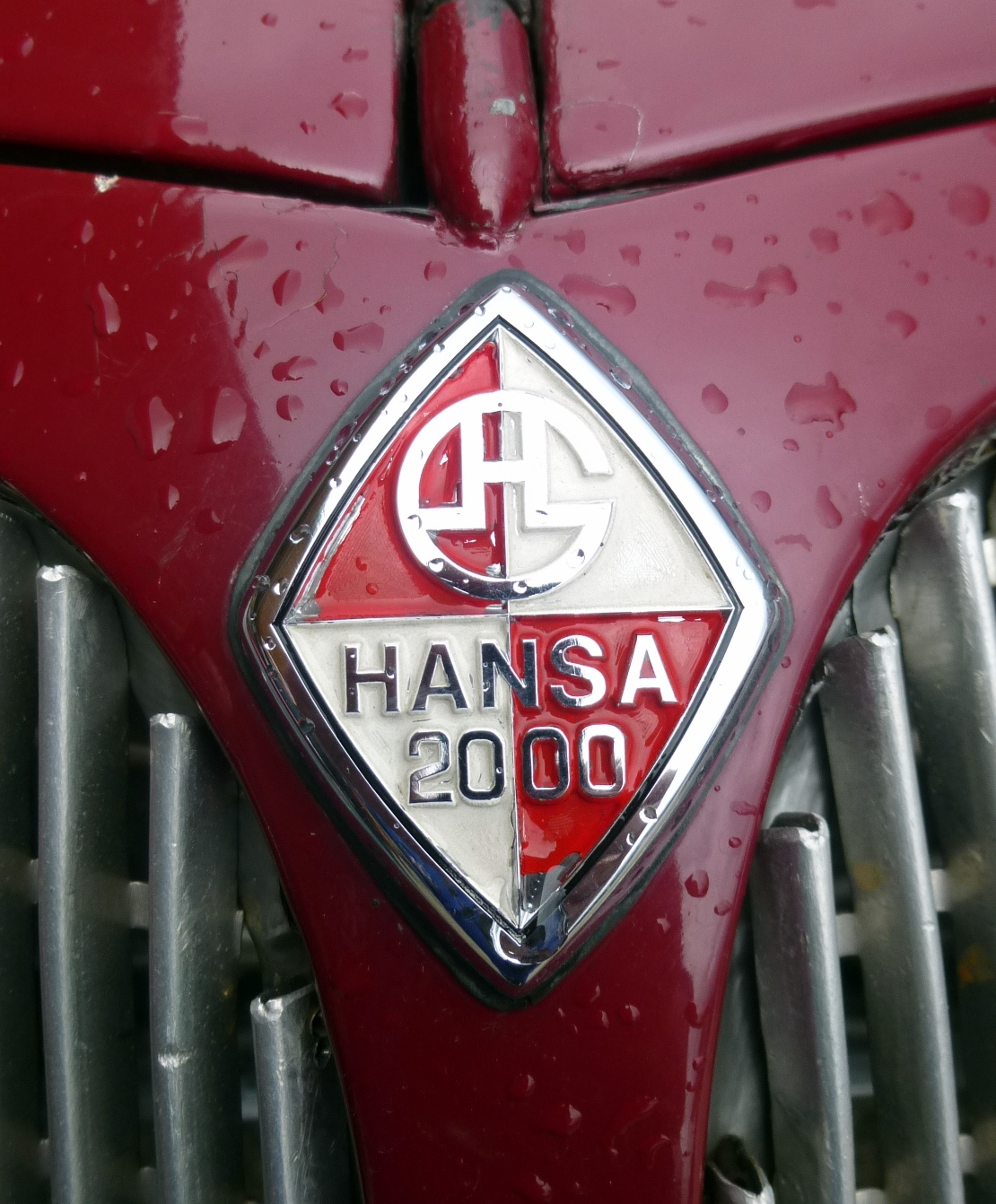
Hansa-2000-Emblem